# 405 v. Chr.
Portal Geschichte | Portal Biografien | Aktuelle Ereignisse | Jahreskalender | Tagesartikel

◄ |
6. Jahrhundert v. Chr. |
5. Jahrhundert v. Chr. |
4. Jahrhundert v. Chr. |
►

◄ | 420er v. Chr. | 410er v. Chr. | 400er v. Chr. | 390er v. Chr. |
380er v. Chr. |
►

◄◄ | ◄ | 408 v. Chr. | 407 v. Chr. | 406 v. Chr. | 405 v. Chr. |
404 v. Chr. |
403 v. Chr. |
402 v. Chr. |
► |
►►

## Ereignisse

### Politik und Weltgeschehen

Karte des Peloponnesischen Krieges mit dem Ort der Seeschlacht bei Aigospotamoi

- Athen, das im Vorjahr seine besten Strategen verurteilt und hingerichtet hat, erleidet eine vernichtende Niederlage gegen Sparta unter Lysander in der Schlacht bei Aigospotamoi im Hellespont. Der Peloponnesische Krieg ist damit praktisch entschieden.
- Dionysios I. wird Tyrann von Syrakus.

### Wissenschaft und Technik
- In seinem 18. Regierungsjahr (406 bis 405 v. Chr.) lässt der achämenidische König Dareios II. den Zusatzmonat Addaru II schalten, der am 16. März[1] beginnt.
- Im babylonischen Kalender fällt der Jahresbeginn des 1. Nisannu auf den 15.–16. April[1]; der Vollmond im Nisannu auf den 28.–29. April[1] und der 1. Tašritu auf den 9.–10. Oktober[1].

### Kultur
- Mit seinem letzten Stück Die Bakchen gewinnt Euripides postum den ersten Preis bei den Tragödienwettbewerben in Athen.
- um 405 v. Chr.: Die Komödie Die Frösche von Aristophanes wird uraufgeführt.

## Gestorben
- Menandros, athenischer Stratege
- Philokles, athenischer Stratege
- Tydeus, athenischer Stratege